# Balaguer
Balaguer é um município da Espanha na província de Lérida, comunidade autónoma da Catalunha. Tem 57,32 km² de área e em 2021 tinha 17 409 habitantes (densidade: 303,7 hab./km²). É a capital da comarca de Noguera.

## Demografia
| Variação demográfica do município entre 1991 e 2004[carece de fontes?] | Variação demográfica do município entre 1991 e 2004[carece de fontes?] | Variação demográfica do município entre 1991 e 2004[carece de fontes?] | Variação demográfica do município entre 1991 e 2004[carece de fontes?] |
| ---------------------------------------------------------------------- | ---------------------------------------------------------------------- | ---------------------------------------------------------------------- | ---------------------------------------------------------------------- |
| 1991                                                                   | 1996                                                                   | 2001                                                                   | 2004                                                                   |
|                                                                        | 13037                                                                  | 13103                                                                  | 13359                                                                  |